# Гремячее (Волынская область)
Гремя́чее (укр. Грем'яче) — село в Цуманской поселковой общине Луцкого района Волынской области Украины.
До 2020 года входило в Киверцовский район.
Код КОАТУУ — 0721881301. Население — 671 человек в 2023 году. Население по переписи 2001 года составляет 715 человек. Почтовый индекс — 45235. Телефонный код — 3365. Занимает площадь 3,111 км².